# هاندا سورال
هاندة سورال (بالتركية: hande soral)‏ هي ممثلة تركية من مواليد 2 فبراير 1987 بمدينة بورصة بتركيا؛ أكملت تعليمها الابتدائي والثانوي وما بعد الثانوي في مدينة إينغول، وتخرجت من قسم علم النفس بجامعة بيلجي في إسطنبول. اشتهرت لتمثيلها دور «ايلبيلغي» في مسلسل قيامة أرطغرل، تميزت في مرحلة الدراسة بأدائها للأدوار المسرحية المتنوعة، وبدأت مسيرتها الاحترافية الفني في عام 2008 حيث قدمت عملها التلفزيوني الأول كوميديا متجر نفسه، وتوالت أعمالها حتى بلغت ذروة نجاحها بمشاركتها في فيلم الفاتح عام 2013 والذي لاقى إقبالا جماهيريًا واسعًا، مما زاد من نجوميتها بشكل كبير، وعلى الرغم من أن هاندا قد بدأت العمل الفني منذ فترة قريبة ولكن أداءها المتميز جعل منها تخوض العديد من الأعمال الرائعة التي وضعتها في مسار النجومية. أهم أفلامها قيامة أرطغرل.

## الأعمال
| السنة       | اسم العمل                | الدور          | ملاحظات                 |
| ----------- | ------------------------ | -------------- | ----------------------- |
| 2008        | Komedi Dükkanı           | بنفسها         | ضيفة، مسلسل تلفزيوني    |
| 2008–2011   | نساء صغيرات (مسلسل تركي) | أرمغان جزيجي   | البطولة، مسلسل تلفزيوني |
| 2010        | Gecekondu                | بنفسها         | برنامج تلفزيوني         |
| 2011        | Bir Günah Gibi           | فنجان          | مساعدة، مسلسل تلفزيوني  |
| 2012–2013   | لهيب الحب                | عمران          | البطولة، مسلسل تلفزيوني |
| 2013        | فاتح                     | جوهر خان سلطان | البطولة، مسلسل تلفزيوني |
| 2014        | طائر النمنمة             | آزليا          | مساعدة، مسلسل تلفزيوني  |
| 2014        | انتقام الأفاعي           | فاطمة          | البطولة، مسلسل تلفزيوني |
| 2014        | قلوب متحدة               | Cennet         | البطولة، فيلم           |
| 2016        | مكان من قلبي يحترق       | ليلى           | البطولة، مسلسل تلفزيوني |
| 2017        | رائحة الابن              | زينب           | البطولة، مسلسل تلفزيوني |
| 2017        | المجهولون                | هاندان         | البطولة، مسلسل تلفزيوني |
| 2018 – 2019 | قيامة أرطغرل (مسلسل)     | إيلبيلغي       | البطولة، مسلسل تلفزيوني |
| 2020 -      | كان يا مكان في تشكورفا   | أوميت          | البطولة، مسلسل تلفزيوني |

## وصلات خارجية
- هاندا سورال على موقع IMDb (الإنجليزية)
- هاندا سورال على موقع روتن توميتوز (الإنجليزية)
- هاندا سورال على موقع قاعدة بيانات الأفلام العربية
- هاندا سورال على موقع ألو سيني (الفرنسية)
- هاندا سورال على موقع قاعدة بيانات الفيلم (الإنجليزية)
- هاندا سورال على موقع كينوبويسك (الروسية)

- هاندا سورال في قاعدة بيانات الأفلام على الإنترنت